# Lei do Maximum Général
A Lei do Máximo Geral (em francês:  Loi du Maximum général) foi instituída durante a Revolução Francesa em 29 de setembro de 1793, estabelecendo limites de preços e punindo a fraude de preços para tentar garantir o fornecimento contínuo de alimentos à capital francesa. Foi promulgada como uma extensão da Lei dos Suspeitos de 17 de setembro e sucedeu à Lei do Máximo de 4 de maio de 1793, que tinha um propósito semelhante.

## Antecedentes
Existem teorias concorrentes quanto às causas das condições que o Máximo Geral pretendia melhorar. Em 1912, o historiador Andrew Dickson White sugeriu que a emissão cada vez maior e, em última análise, descontrolada de papel-moeda autorizada pela Assembleia Nacional estava na raiz do fracasso econômico da França e constituía a causa de sua inflação cada vez mais galopante. Eugene White, em sua publicação de 1995 "A Revolução Francesa e a Política das Finanças do Governo, 1770-1815", argumenta que anos de revolução, conflitos internacionais e condições climáticas ruins levaram a um ambiente econômico com inflação maciça e alimentos escassez em toda a França.
Embora variasse de acordo com a região, o preço máximo para bens de primeira necessidade era cerca de um terço superior aos preços de 1790, e o máximo legal fixado para os salários era cerca de metade superior ao nível médio em 1790. Sua preocupação se intensificou em 05 de setembro de 1793, quando os sans-culottes invadiu a Convenção Nacional exigindo "Alimento-e para tê-lo, força de lei".

## Conteúdo
Em 29 de setembro de 1793, a Lei dos Suspeitos foi estendida para incluir o Máximo Geral. A Lei dos Suspeitos foi criada inicialmente para lidar com os contra-revolucionários, mas a fome e a pobreza eram vistas pelo Comitê de Segurança Pública como perigosas tanto para o interesse nacional quanto para suas posições dentro do governo.
A lei estabeleceu tetos de preços uniformes para grãos, farinha, carne, óleo, cebola, sabão, lenha, couro e papel; sua venda era regulada em um terço acima do preço máximo estabelecido em 1790.
Escritos no texto da lei estavam regulamentos e multas. Os comerciantes tiveram que postar suas taxas máximas em um local visível para todos os consumidores verem e foram sujeitos a inspeções repetidas pela polícia e autoridades locais. Além disso, a lei deu proteção legal aos consumidores que relataram violações do Máximo às autoridades locais.

## Efeitos
Em 1793, a Revolução Francesa causou guerras com a Austria, Prussia, Grã-Bretanha e Espanha. O governo continuou a funcionar durante as crises econômica e política por meio de uma série de empréstimos, títulos e aumentos de impostos; uma quantidade cada vez maior de emissão de papel-moeda foi uma tentativa vã de estimular a economia. De muitas maneiras, a lei realmente exacerbou o problema, já que a nova definição de preço levou muitos produtores de alimentos a reduzir sua produção ou interromper completamente, enquanto muitos dos que continuaram a produzir mantiveram seus estoques, em vez de vender pelo preço legal, o que estava frequentemente abaixo do custo de produção. Isso levou à contínua escassez de alimentos e fomes recorrentes em todo o país. O Comitê de Segurança Pública respondeu enviando soldados ao campo para prender fazendeiros e confiscar suas colheitas. Isso aliviou temporariamente a escassez em Paris, no entanto, fez com que a escassez se tornasse mais intensa no resto do país.
A lei foi escrita com o objetivo de prevenir práticas comerciais como aumento de preços e busca de aluguel, mas, na prática, a lei visava lojistas, açougueiros, padeiros e fazendeiros locais, que já estavam sentindo os efeitos da crise econômica como outros cidadãos.

## Conclusão
O impacto econômico do Máximo Geral foi amplamente negativo, já que seus esforços para controlar os preços levaram a uma redução geral no suprimento de alimentos e a fome prolongada em partes do país. A lei ampliou partes do problema que estava tentando resolver. O impacto político e simbólico do Máximo Geral foi claro, pois as punições severas aplicadas àqueles que violaram o Máximo tornaram-se um símbolo do Reino do Terror.